# Love and Limburger
Love and Limburger è un cortometraggio del 1913 diretto da Allen Curtis. Prodotto e distribuito dall'Universal Film Manufacturing Company (con il nome Joker), la commedia aveva come interpreti Max Asher, Bobby Vernon, Lee Morris, Louise Fazenda.

## Distribuzione
Distribuito dalla Joker, una branca dell'Universal Film Manufacturing Company, il film - un cortometraggio in una bobina - uscì nelle sale statunitensi l'8 novembre 1913.